# Friedrich Pinter
Friedrich Pinter detto Fritz (Villaco, 22 febbraio 1978) è un ex biatleta e fondista austriaco.
È fratello di Jürgen, a sua volta fondista di alto livello.

## Biografia
Fino alla stagione 1999-2000 ha gareggiato nello sci di fondo; in Coppa del Mondo ha esordito il 29 dicembre 1999 a Kitzbühel (63°). Nel 2000 è passato al biathlon; in Coppa del Mondo ha esordito il 14 marzo 2002 a Lahti (66°), ha ottenuto il primo podio il 16 dicembre 2007 a Pokljuka (3°) e la prima vittoria il 21 dicembre 2008 a Hochfilzen.
In carriera ha preso parte, gareggiando nel biathlon, a due edizioni dei Giochi olimpici invernali, Torino 2006 (26° nell'individuale, 17° nella staffetta) e Soči 2014 (9° nella staffetta mista), e a sei dei Campionati mondiali, vincendo una medaglia.

## Palmarès

### Biathlon

#### Mondiali
- 1 medaglia:
  - 1 bronzo (staffetta[2] a Hochfilzen 2005)

#### Coppa del Mondo
- Miglior piazzamento in classifica generale: 16º nel 2008
- 10 podi (3 individuali, 7 a squadre), oltre a quello conquistato in sede iridata e valido anche ai fini della Coppa del Mondo:
  - 2 vittorie (a squadre)
  - 2 secondi posti (1 individuale, 1 a squadre)
  - 6 terzi posti (2 individuali, 4 a squadre)

##### Coppa del Mondo - vittorie
| Data             | Località   | Nazione  | Spec.                                                               |
| ---------------- | ---------- | -------- | ------------------------------------------------------------------- |
| 21 dicembre 2008 | Hochfilzen | Austria  | RL (con Daniel Mesotitsch, Tobias Eberhard e Christoph Sumann)      |
| 8 gennaio 2009   | Oberhof    | Germania | RL (con Daniel Mesotitsch, Dominik Landertinger e Christoph Sumann) |

Legenda:

RL = staffetta

#### Campionati austriaci
- 19 medaglie[3]:
  - 9 ori (20 km skiroll nel 2005; 10 km skiroll nel 2006; 20 km skiroll nel 2007; 10 km sprint nel 2008; 10 km sprint, 12,5 km inseguimento nel 2009; staffetta nel 2011; 10 km sprint, 12,5 km inseguimento nel 2014)
  - 5 argenti (inseguimento nel 2004; 15 km partenza in linea nel 2007; 12,5 km inseguimento nel 2008; 20 km individuale nel 2009; staffetta nel 2013)
  - 5 bronzi (12,5 km inseguimento nel 2003; sprint nel 2004; 10 km sprint, inseguimento nel 2010; 9,9 km sprint nel 2012)